# اتفاق دارفور الإنساني لوقف إطلاق النار 2004
في أعقاب تصاعد الصراع في درافور في السودان توسطت دولة تشاد في مفاوضات في انجمينا أدت إلى وقف إطلاق النار الإنساني بين الحكومة السودانية و جماعات التمرد . حركة العدل والمساوة السودانية و حركة جيش تحرير السودان في 8 أبريل 2004م .
كان الموقعون الأخرون تشاد والاتحاد الأفريقي دخل في وقف إطلاق النار حيز التنفيذ في 11 أبريل 2004.
في محاداثات وقف إطلاق النار لم تشارك الحركة الوطنية للإصلاح والتنمية وهي جماعة إنشققت عن حركة العدل والمساوة في أبريل نيسان .
واستمرت مهاجمات الجنجويد والمتمردين منذ وقف إطلاق النار.
لقد شكل الإتحاد الأفريقي لجنة لوقف إطلاق النار ولمراقبة الالتزام بوقف إطلاق النار.

## روابط خارجية
- نص الاتفاق